# Xã Bryant, Quận Faulk, South Dakota
Xã Bryant (tiếng Anh: Bryant Township) là một xã thuộc quận Faulk, tiểu bang Nam Dakota, Hoa Kỳ. Năm 2010, dân số của xã này là 18 người.